# Paragunnellichthys seychellensis
Paragunnellichthys seychellensis is een straalvinnige vissensoort uit de familie van wormvissen (Microdesmidae). De wetenschappelijke naam van de soort is voor het eerst geldig gepubliceerd in 1967 door Dawson.